# Buschey-Friedhof

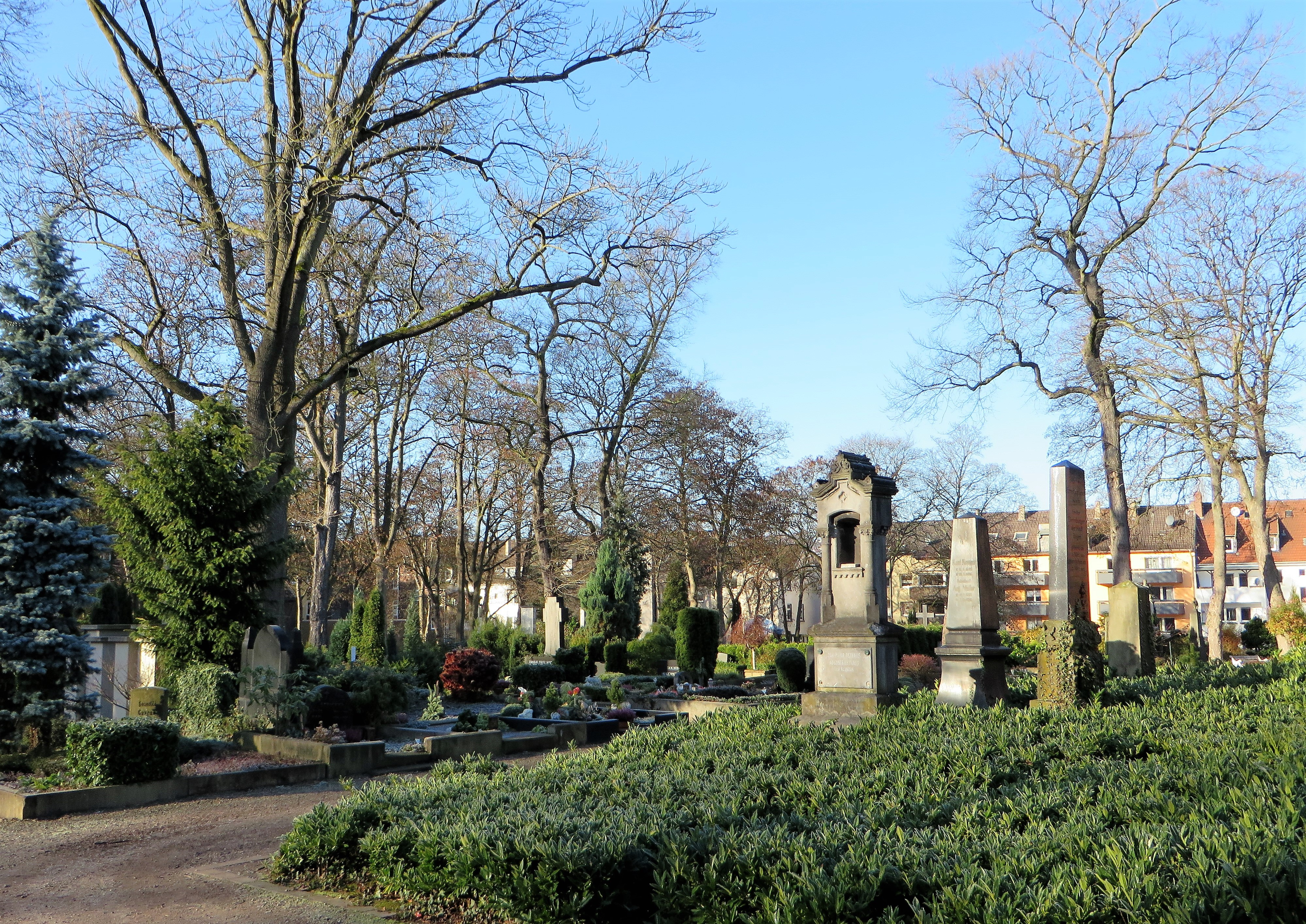
Buschey-Friedhof in Hagen

Der Buschey-Friedhof ist ein Friedhof in Hagen-Wehringhausen, der 1810 als Gemeinschaftsfriedhof der katholischen, lutherischen und reformierten Gemeinden von Hagen-Mitte außerhalb der damaligen Stadtgrenzen angelegt wurde. Der Friedhof ist wegen seiner gut erhaltenen Grabanlagen als Baudenkmal geschützt.

## Geschichte und Baudenkmale
Die preußische Regierung hatte angewiesen, Friedhöfe nur noch außerhalb bewohnter Gebiete anzulegen. Unter napoleonischer Besatzung setzte der Hagener Bürgermeister Carl Ludwig Christian Dahlenkamp diese Anweisung um. Die Stadt wählte für den anzulegenden ökumenischen Friedhof ein Gelände auf Wehringhauser Gebiet aus, damals außerhalb der Stadt. Zu Ostern 1810 wurde der Buschey-Friedhof eingeweiht.
Der Friedhof hatte ursprünglich eine Größe von 8.750 m². Heute umfasst der Friedhof 24.738 m²; er liegt im Karree Lange Straße, Bergischer Ring, Buscheystraße und Christian-Rohlfs-Straße. Der Buschey-Friedhof zählt mit seiner umlaufenden Mauer und den teils sehr schönen Grabsteinen und Grabanlagen vom Klassizismus bis zum Jugendstil und Expressionismus zu den kunst- und kulturhistorisch bedeutenden Friedhöfen des Ruhrgebiets. Zu den Skulpturen des Friedhofes zählen drei Plastiken des belgischen Bildhauers George Minne. Das Grab für August Kuth, einen Mitarbeiter von Karl Ernst Osthaus, gestaltete J.L.M. Lauweriks.
2003 wurde eine Andachtshalle nach Entwürfen der Architektin Simone Steinborn errichtet. 2010 wurde das zweihundertjährige Jubiläum des Friedhofs begangen. Der Friedhof wird nach wie vor in gemeinsamer Trägerschaft der evangelischen Stadtkirchen-Gemeinde, der katholischen St.-Marien-Gemeinde und der evangelisch-reformierten Kirchengemeinde Hagens betrieben. Diese drei Gemeinden unterhalten mit ihrer Friedhofskommission neben dem Buschey-Friedhof auch den Remberg-Friedhof. Der Förderverein für den Historischen Friedhof am Buschey, Hagen bemüht sich um die Erhaltung bedeutender Grabmale.
Unter Denkmalschutz fallen die Friedhofsmauer aus dem Jahr 1894, die Wasserzapfstellen, das Krieger-Ehrenmal von 1874, einzelne Grabstätten sowie das Wegesystem und einige Zaunstrukturen.
Seit Anfang 2013 wird der Friedhof auch in der Route der Industriekultur in der Themenroute Industriekultur an Volme und Ennepe geführt.

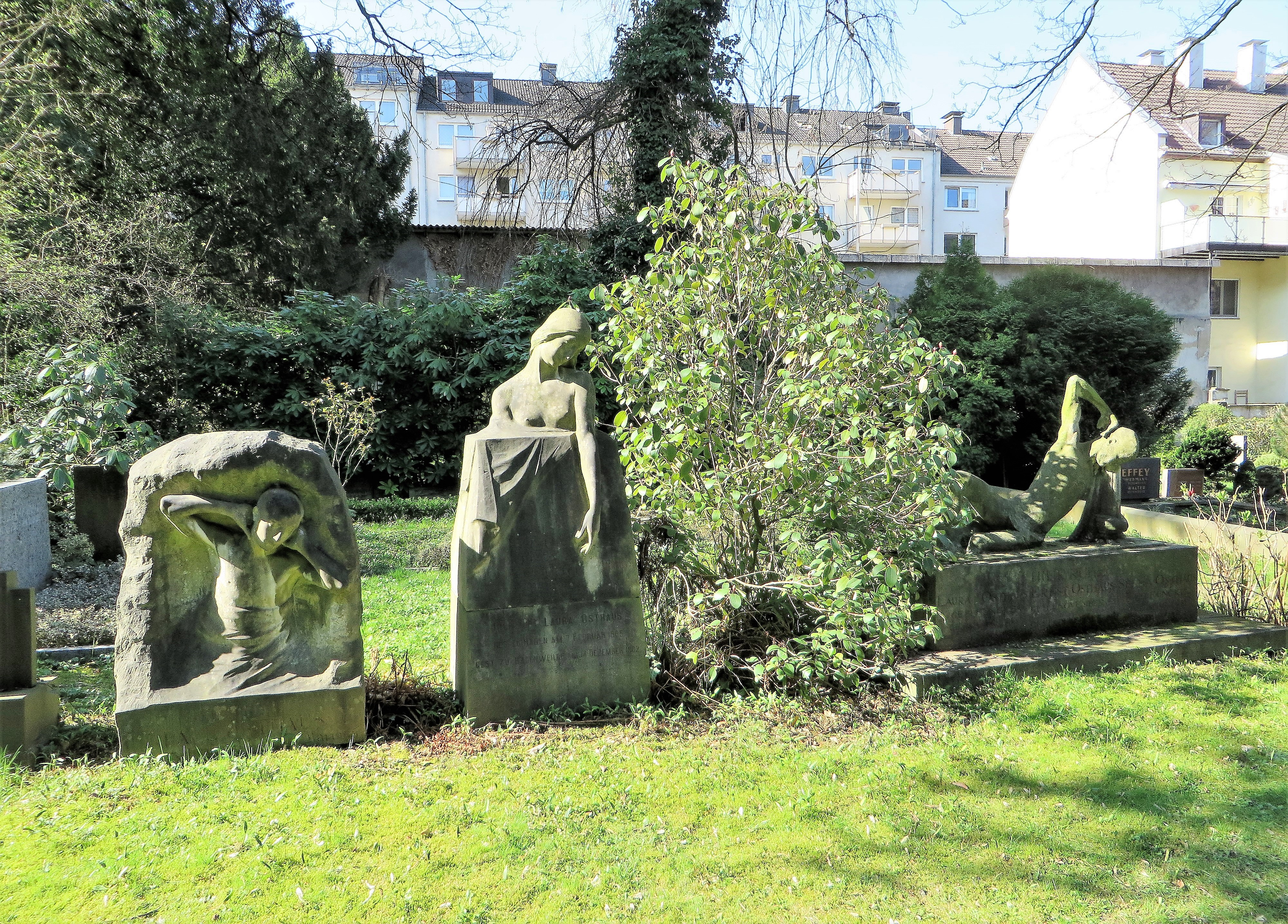
Osthaus-Grabanlage

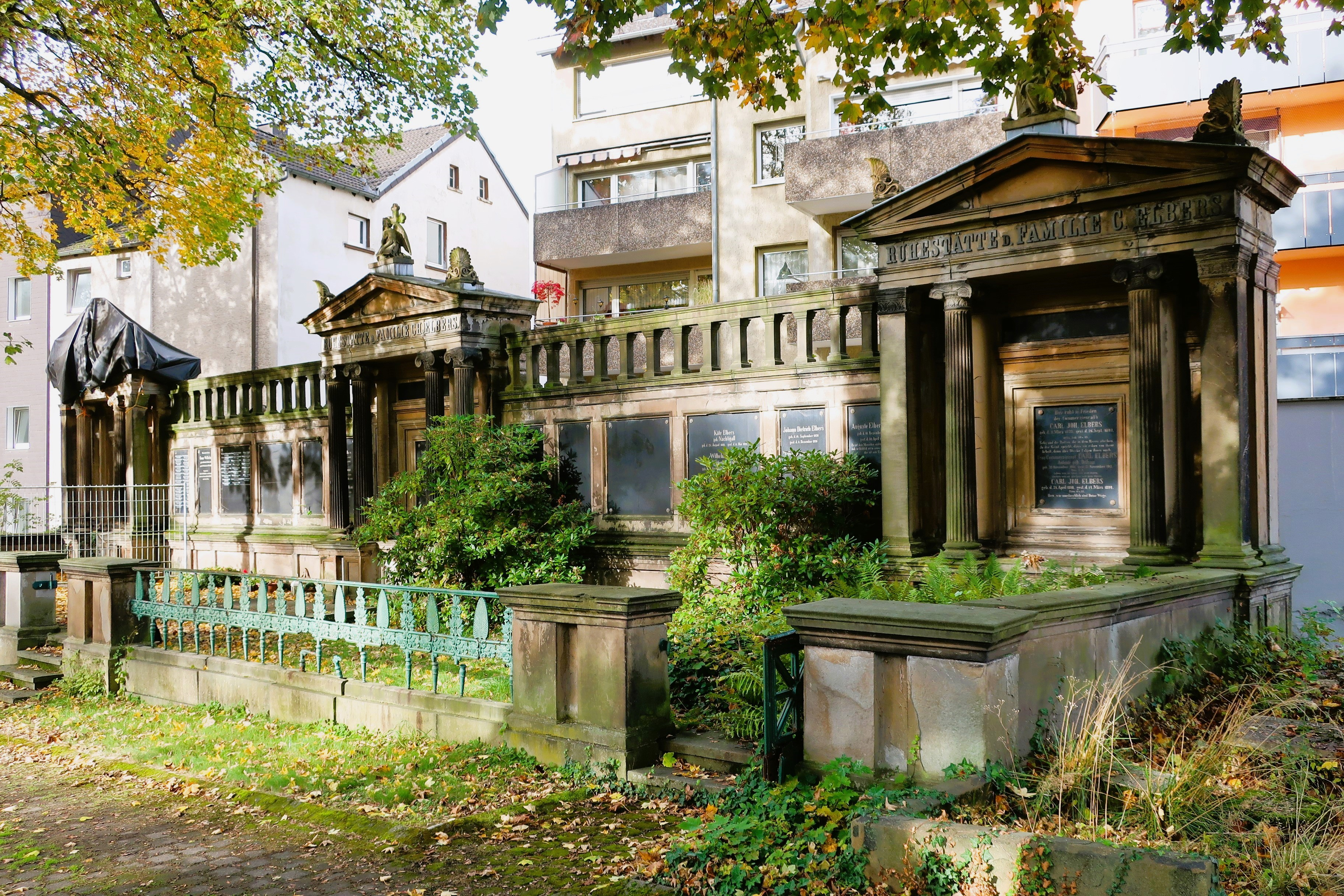
Elbers-Gruftanlage

## Beigesetzte Persönlichkeiten
- Christian Dahlenkamp (1777–1835), Maire/Bürgermeister der Stadt Hagen
- Heinrich Schaberg (1833–1914), Geheimer Sanitätsrat, Gründer und Leiter des Allgemeinen Krankenhauses und Ehrenbürger der Stadt Hagen
- Karl Ernst Osthaus (1874–1921), Kunstmäzen † Mausoleum Villa Hohenhof
- Oscar Funcke (1885–1965), deutscher Unternehmer und Politiker
- Wilhelm Altenloh (1908–1985), Täter des Holocaust
- Liselotte Funcke (1918–2012), deutsche Politikerin und Ehrenbürgerin der Stadt Hagen

Familiengräber der Unternehmerfamilien
- Elbers (Textilfabrik Elbers)
- Funcke (Schraubenfabrik Funcke & Hueck)
- Harkort (Mechanische Werkstätten Harkort & Co.)
- Osthaus (Bankhaus Osthaus, später Teil der Essener Credit-Anstalt)
- Post (Johann Caspar Post Söhne)